# كاظم أباد (مشيز بردسير)
کاظم أباد (بالفارسية: کاظم‌آباد) هي قرية تقع في إيران في البلدة المركزية.